# 김사윤
김사윤(1994년 6월 8일 ~ )은 KBO 리그 KIA 타이거즈의 투수이다. 개명 전 이름은 '김정빈(金正彬)'이다. 그의 남동생은 KBO 리그 키움 히어로즈의 투수인 김정인이다.

## SK 와이번스시절
2013년에 입단하였다. 2017년 7월 12일 LG 트윈스와의 경기에 구원 등판하며 데뷔 첫 경기를 치렀고, 경기에서 1이닝 1실점을 기록했다. 2017년 시즌 2경기에 등판해 3이닝 3탈삼진, 9점대 평균자책점을 기록했다.

## 상무 야구단시절
2018년에 입단하였다.

## SK 와이번스복귀
2019년에 복귀하였다. 2020 시즌 초반 좋은 모습을 보이며 필승조로 올라서 팀의 핵심 중간계투로 활약했다.

## KIA 타이거즈시절
2022년 5월 9일 당시 SSG 랜더스 소속이었던 그와 임석진, KIA 타이거즈 소속이었던 김민식과 2:1 트레이드를 통해 이적하였다.

## 출신 학교
- 광주화정초등학교
- 무등중학교
- 화순고등학교

## 통산 기록
| 연도 | 팀명  | 평균자책점 | 경기 | 완투 | 완봉 | 승 | 패 | 세 | 홀 | 승률  | 타자 | 이닝 | 피안타 | 피홈런 | 볼넷 | 사구 | 탈삼진 | 실점 | 자책점 |
| ---- | ----- | ---------- | ---- | ---- | ---- | -- | -- | -- | -- | ----- | ---- | ---- | ------ | ------ | ---- | ---- | ------ | ---- | ------ |
| 2017 | SK    | 9.00       | 2    | 0    | 0    | 0  | 0  | 0  | 0  | -     | 15   | 3    | 2      | 0      | 4    | 0    | 3      | 3    | 3      |
| 2020 | SK    | 5.13       | 57   | 0    | 0    | 1  | 1  | 1  | 10 | 0.500 | 226  | 46⅓  | 37     | 5      | 45   | 8    | 42     | 30   | 27     |
| 2021 | SSG   | 9.87       | 6    | 0    | 0    | 0  | 1  | 0  | 0  | 0.000 | 92   | 17⅓  | 20     | 5      | 20   | 4    | 21     | 20   | 19     |
| 2022 | KIA   | 7.00       | 31   | 0    | 0    | 3  | 0  | 1  | 2  | 1.000 | 128  | 27   | 23     | 2      | 24   | 4    | 23     | 21   | 21     |
| 통산 | 4시즌 | 6.65       | 96   | 0    | 0    | 4  | 2  | 1  | 12 | 0.667 | 481  | 94⅔  | 82     | 12     | 93   | 16   | 89     | 74   | 21     |